# Skhirat
Skhirat (em castelhano: Sjirat; em árabe: الصخيرات; romaniz.: aş-Şahīrāt), também grafada ou conhecida como Skhirate, Sakhirat, e Kasba Skira, é uma cidade da costa atlântica do norte de Marrocos, que faz parte da prefeitura de Skhirat-Temara e da região de Rabat-Salé-Zemmour-Zaer. Em 2004 tinha 42 580 habitantes e estimava-se que em 2012 tivesse 57 773 habitantes.
Situada entre Rabat, a capital administrativa de Marrocos, e Casablanca, a capital económica, Skhirat é desde há muito tempo uma estância balnear popular entre as classes mais altas de Marrocos. Ali se situa um palácio da família real marroquina, que até 1971 era um dos residências preferidas de veraneio do rei e da sua família. A zona da praia tem vários hotéis e villas de luxo, tanto antigas como modernas, muitas delas inacabadas. O Hotel Amphitrite, recentemente comprado por um magnata saudita, era um dos mais luxuosos hotéis de praia de Marrocos, pelo menos até meados da década de 2000. Apesar disso, o centro da cidade tem uma ar algo pobre e rural, que contrasta com o glamour da zona da praia.
Além do turismo, a pesca é também uma atividade económica importante.

## Golpe de estado de 1971
A 10 de julho de 1971, ocorreu um golpe de estado militar contra o rei Hassan II no seu palácio de Skhirat, um evento que ficou conhecido como a matança de Skhirat. O rei comemorava então o seu aniversário e entre os convidados encontravam-se várias personalidades estrangeiras, muitas delas mortas durante o golpe, que foi levado a cabo por cadetes berberes sob o comando do tenente-coronel M'hamed Ababou e do general Mohamed Medbouh, chefe da casa militar de Hassan II e para muitos efeitos, o comandante do exército de facto. Apesar dos sublevados terem mantido o controlo total do palácio e do rei durante algumas horas, o rei acabou por tomar o controlo da situação depois de terem sido mortas centenas de pessoas, entre pessoal e guardas do palácio, altos dirigentes políticos e militares, convidados e cadetes sublevados.
Desde o golpe que o palácio ficou praticamente ao abandono.